# FilmVandaag.nl
FilmVandaag.nl is een Nederlandse website met informatie en nieuws over films en series. FilmVandaag.nl toont uitgebreide gegevens over films en series in de bioscoop, op televisie, op dvd en blu-ray en op video on demand. De redactie van de website publiceert dagelijks nieuwsartikelen en recensies.
De database van FilmVandaag.nl bevat anno 2020 ruim 113.000 films en 5.400 series en heeft anno 2023 zo'n 30.000 gebruikers en 1,5 tot 3 miljoen bezoekers per maand.
In 2022 won FilmVandaag.nl de Nederlandse publieksprijs Website van het Jaar als 'Beste Website' in de categorie Media, TV & film.

## Geschiedenis
De website werd begin 2008 opgericht door Daan Gips en Kaz Alting. De eerste jaren lag de focus van de website op films op televisie, waarbij overzichten getoond werden van alle films die de komende dagen op de Nederlandse televisie te zien waren. Later werd de website uitgebreid met informatie over films in de bioscoop en op dvd en blu-ray. Overzichten met bioscoopfilms en bioscooptijden werden toegevoegd en er werd een team van recensenten samengesteld om recensies van de nieuwste bioscoopfilms te publiceren.
Toen de VOD-dienst Netflix steeds meer Nederlandse leden kreeg is het onderdeel video on demand aan het platform toegevoegd. Deze sectie werd later uitgebreid met informatie over andere diensten waaronder Pathé Thuis, Disney+ en Prime Video. Sinds januari 2020 publiceert FilmVandaag.nl nieuws over films en series, dat geschreven wordt door een eigen nieuwsredactie.

## Functies
De website toont onder meer toplijsten met de beste films en series per streamingsdienst op basis van de IMDb-score. Ook is de volledige database te doorzoeken waarbij gesorteerd kan worden op onder andere genre, speelduur en jaar van uitgave.
Gebruikers kunnen een account aanmaken waarin zij bij kunnen houden welke films ze hebben gezien of nog willen zien. Ook kunnen ze films of series beoordelen en hun mening geven.